# ガール・フレンド (オックスの曲)
『ガール・フレンド』は、1968年5月5日に日本ビクター（現・JVCケンウッド）の音楽レコード事業部のビクターレコード（現：ビクターエンタテインメント）から発売されたオックスのデビュー曲である。

## 解説
- 作詞は橋本淳、作曲・編曲は筒美京平である。フルートの音から始まるアイドル性を強調したソフトロック調の曲。真木ひでと（当時 野口ヒデト）が曲の大半を歌っているが、途中でギターの岡田志郎が歌う部分がある。
- B面は「花の指環」（橋本淳 作詞、筒美京平 作曲・編曲）。自分たちのみで演奏している。

## 収録曲
両曲共に作詞：橋本淳／作曲・編曲：筒美京平
1. ガール・フレンド
2. 花の指環

## カバー
ガール・フレンド
- メイジャー・チューニング・バンド（1977年） - メドレー曲「ソウル・これっきりですよ!!」（同名シングルに収録）の1曲として歌唱。
- サニー多咲とバブルジェッツ（2008年） - アルバム「バブルジェッツ・オン・ステージ」収録。
- 太田裕美（2014年） - 筒美京平トリビュートカバーアルバム「tutumikko」収録。